# Майер, Герман фон
Герман фон Майер (нем. Hermann von Meyer; 3 сентября 1801, Франкфурт-на-Майне — 2 апреля 1869, Франкфурт-на-Майне) — немецкий палеонтолог, считающийся основателем палеонтологии позвоночных в Германии.

## Биография
Майер был сыном Иоганна Фридриха фон Майера (1772—1849), юриста, политика и евангелического теолога, который достиг известности в 1819 году благодаря своему переводу Библии («Библия Майера»). После посещения Франкфуртской гимназии Герман фон Майер изучал естественные науки в Гейдельберге, Мюнхене и Берлине. В 1825 году он стал членом Общества по изучению природы имени Зенкенберга и посвятил себя палеонтологии. Он искал и исследовал ископаемые окаменелости и развил палеонтологию как самостоятельную биологическую дисциплину. Среди прочего он впервые описал и назвал род платеозавров (Plateosaurus, прозавроподный динозавр) и, после обнаружения ископаемого пера в сланцевой породе у Зольнхофена в 1861 году, род археоптериксов, до сих пор остающихся самыми древними из известных птиц.
Он тщательно и точно составил более 300 научных описаний и дополнил их собственными высококачественными иллюстрациями.
Наряду со своей научной деятельностью он занимал разные должности во многих общественных учреждениях. Так с 1837 года он служил аудитором федеральной казны в Немецком Бундестаге во Франкфурте-на-Майне, а с 1863 года — федеральным казначеем. Во время Австро-прусско-итальянской войны в 1866 году он лишил прусскую армию доступа к федеральной казне, переправив её в Ульм, а затем в Аугсбург. После окончания войны ему было поручено ликвидировать казну, а затем он был отправлен с остальными федеральными чиновниками на пенсию.

## Заслуги
В 1845 году он получил почётную степень доктора на философском факультете Университета города Вюрцбурга. В 1858 году Геологическое общество Лондона наградило его медалью Волластона. В 1863 году его именем была названа гора в Новой Зеландии Mount Meyer.